# Amrit Mahal
Amrit Mahal (Kannada: ಅಮೃತ ಮಹಲ್) is een rundveeras uit Mysore in de deelstaat Karnataka, India. Het runderras is ontwikkeld voor het dragen van bijvoorbeeld oorlogsbevoorradingen. De stieren vallen op door hun grote uithoudingsvermogen en snelheid. De kop is langwerpig met een richel in het midden en een uitpuilend voorhoofd. De koeien daarentegen zijn slechte melkproducenten. Het ras wordt geclassificeerd als een trekras.

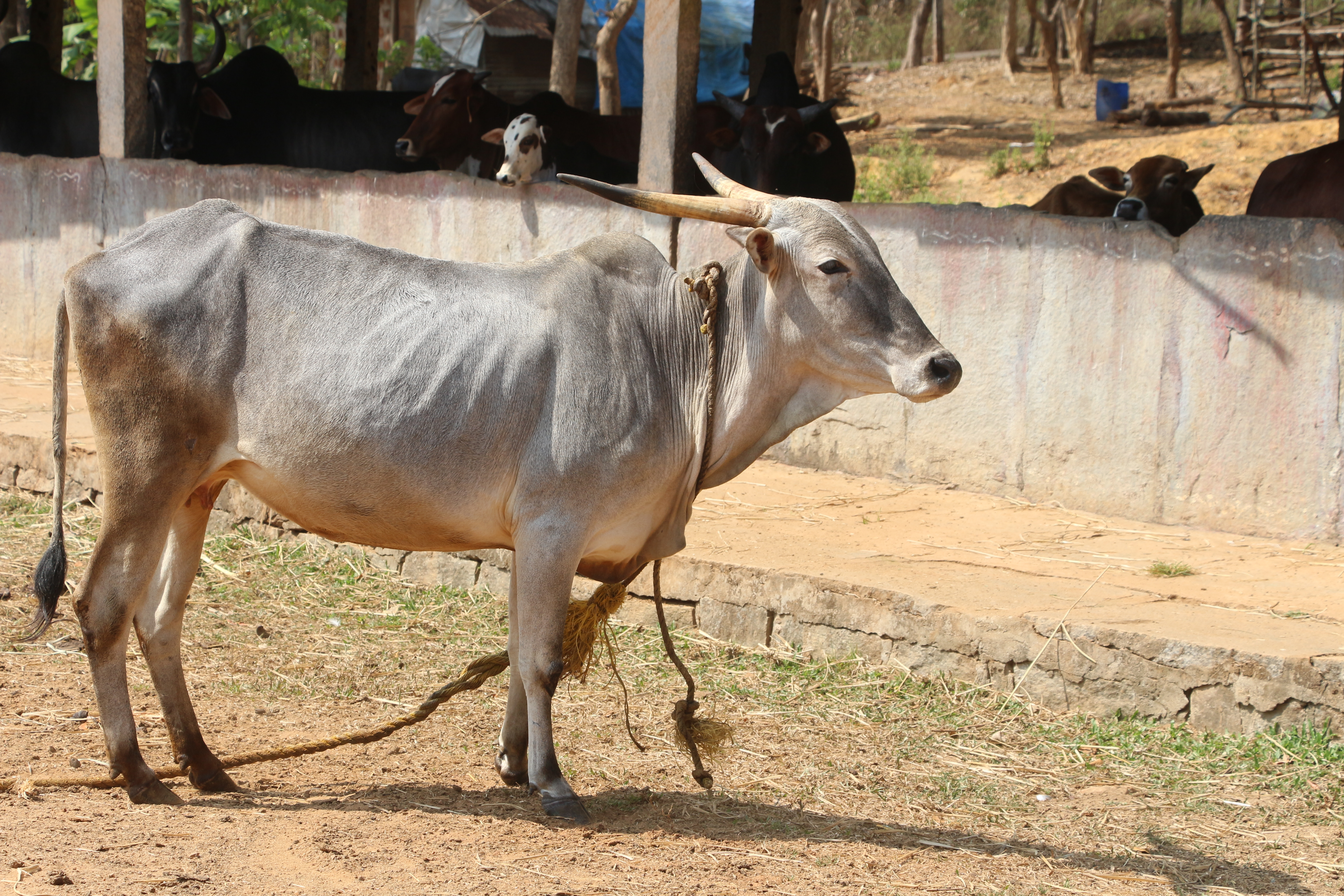
Amrit Mahal koe
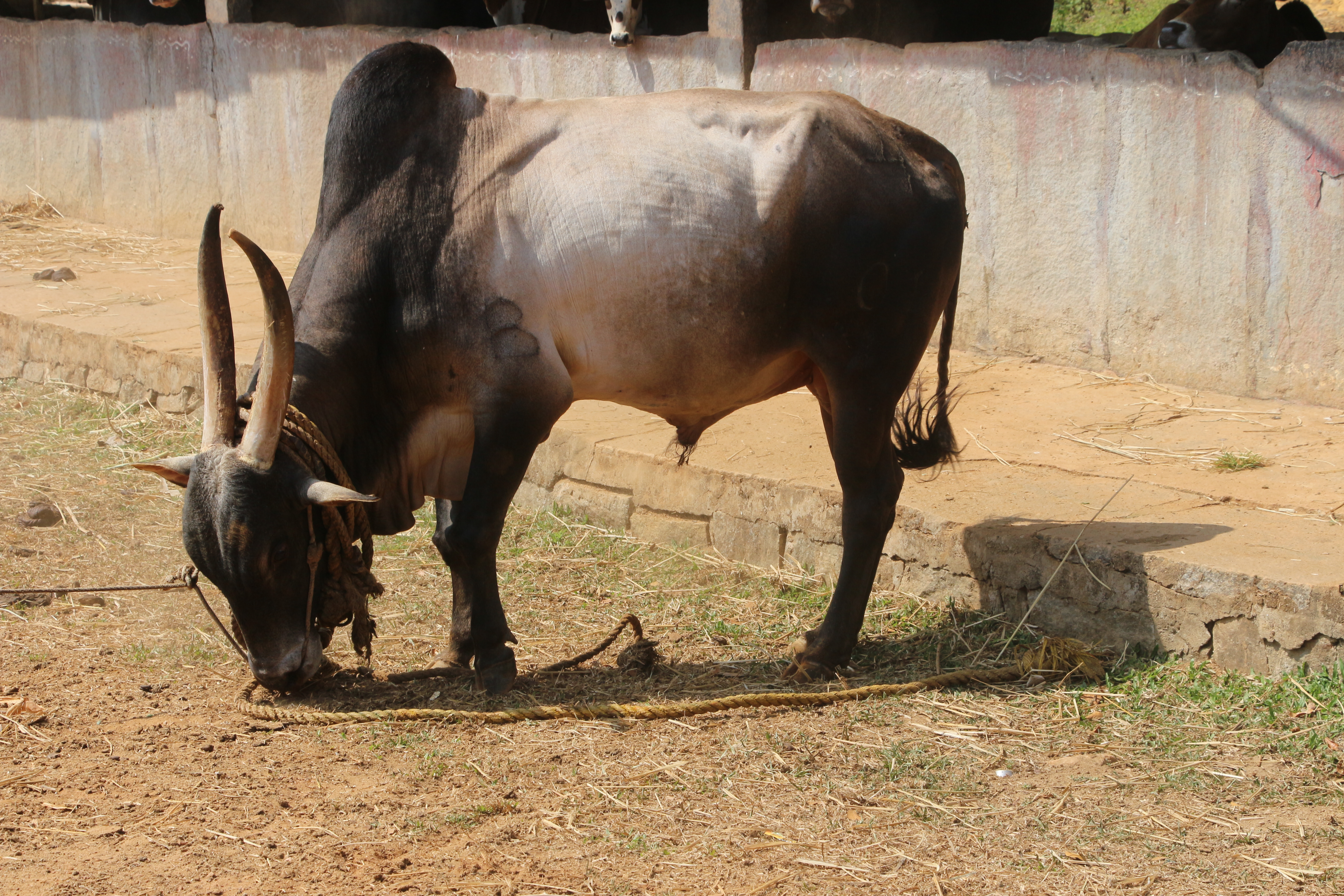
Amrit Mahal stier